# Theridion micheneri
Theridion micheneri là một loài nhện trong họ Theridiidae.
Loài này thuộc chi Theridion. Theridion micheneri được Herbert Walter Levi miêu tả năm 1963.